# ハロゲンランプ

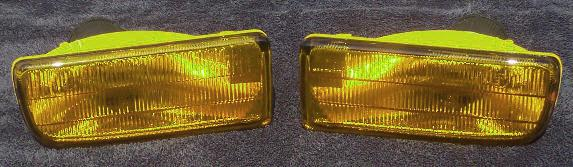
ハロゲンランプ（自動車用のフォグランプとして使用される）

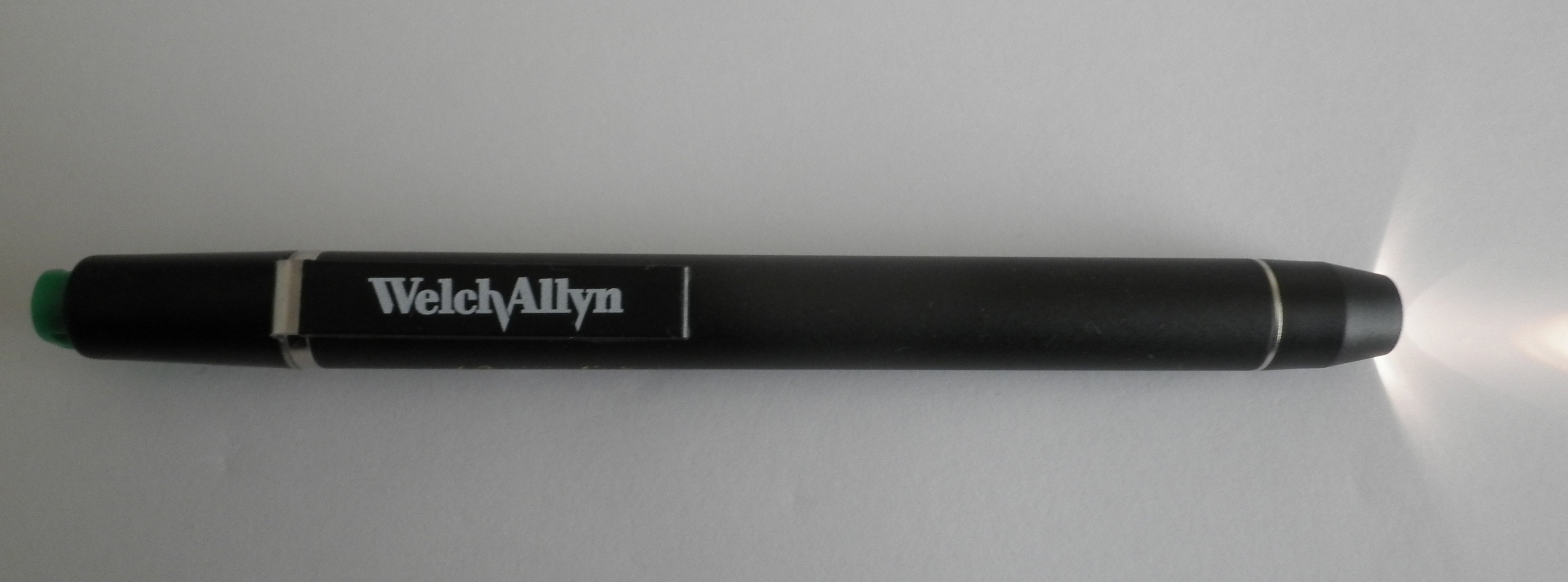
対光反射、咽頭の観察などに使う医療用ハロゲンペンライト

ハロゲンランプのパワーと波長の関係。左側に可視光スペクトルを示す。

ハロゲンランプ（英語：halogen lamp）は電球の一種。「ハロゲンバルブ」、および「ハロゲン球」ともいう。電球内部に封入するアルゴンや窒素ガス等の不活性ガスに、ヨウ素や臭素などのハロゲンガスを微量導入する。不活性ガスのみを封入する通常の白熱電球よりも光度が増すため、店舗のダウンライトや車両のランプ（ヘッドライト・フォグランプ）、ハンドライトなどに用いられる。用途によって、片口金形、ミラー付、両口金形などの種類がある。

## 原理
ハロゲンランプが光る原理は白熱電球と同じで、内部のフィラメントに通電し、これを白熱させた際の発光を利用する。一般の白熱電球より明るくなるのは、フィラメントが白熱する際の温度が高いためである。通常の白熱電球の場合に比べ、後述の理由によりフィラメントの温度を高く設定しても実用的な寿命を得られる。白熱電球の場合は、フィラメントの温度が2500℃ - 2650℃程度であるが、ハロゲンランプでは2700℃以上と高く、その分だけ明るくなる。白熱電球の光が赤みを帯びているのに対してハロゲンランプが白いのは、フィラメントの温度の差によるものである。

## ハロゲンの導入とそのフィラメント寿命延伸効果
フィラメントは、通常のガス入り白熱電球同様タングステン (W) である。高温になり白熱するとタングステンが昇華する。しかし、ハロゲンランプでは、昇華してガラスに析出したタングステンがハロゲン (X) と化合しハロゲン化タングステン (WX2) を形成する。この物質の蒸気圧は比較的高いので蒸発し再びフィラメント部に戻る。フィラメント近辺で1400℃以上になるとハロゲンとタングステンが分離し、タングステンがフィラメントに戻る。この一連の化学変化をハロゲンサイクルと呼ぶ。この反応によりタングステンの蒸発によるフィラメントの折損が抑制されるため、一般の白熱電球に比べ50%程度明るい電球、あるいは約10倍といわれる長寿命の電球が実現できるようになった。
一般の白熱電球には自己再生能力はなく、昇華したタングステンは黒い粉となって電球内面に付着（蒸着）し、明るさを損なう一因となっている。劣化した白熱電球が黒く見えるのはそのためである。ハロゲンランプの場合、バルブ内面に附着したタングステンのハロゲン化と揮発を促進するため、電球内面が比較的高温（ヨウ化タングステンで170℃以上、臭化タングステンでは250℃以上）になるよう設計されており、これもタングステンのフィラメントからの損失を防ぐとともに、電球内面の黒化を防いでいる。そのため、ハロゲンランプには、耐熱性を有する石英ガラスやセラミック材の口金が使用されている。
点灯中はガラスの温度が非常に高くなるので、素手で触るとやけどをする。また点灯時以外でも、素手で触ると手の皮脂がガラス面に残り、点灯時の破損や輝度の低下の誘引となるため手袋をして扱うべきである。指紋が付いたときはアルコールで拭くなどして脱脂することが望ましい。

## 高効率のハロゲンランプ
パナソニック電工社（現・パナソニック エレクトリックワークス社）のマルチレイアPRO、日立アプライアンス社のIRミニは発光管を楕円状の形状にした上で赤外線反射膜を塗布し、フィラメントから出る熱を再利用することでハロゲンサイクルの高効率化を実現している。これにより消費電力90Wで2400ルーメン程度の全光束(通常のハロゲンランプでは1600ルーメン程度)と、3000時間程度の長寿命(同2000時間程度)を実現している。またIRミニでは通常のハロゲンランプの上にもう一枚ガラスカバーを被せ、皮脂の付着などによってガラス球が劣化することを防いでいる。